# Маложилковые подёнки
Маложилковые подёнки, или маложильные подёнки (лат. Oligoneuriidae) — семейство подёнок.

## Распространение
В Северной Америке распространены шесть видов этих подёнок.

## Систематика
Мало известно о родстве рода Homoeoneuria с другими представителями семейства. Эмундс, Бернер и Тревер в 1958 году предположили, что Homoeoneuria родственен с Elassoneuria основываясь на отсутствии R3 и IR3 на передних крыльях обоих родов. Однако, нимфы не имеют сходства, в связи с этим родственными они не могут быть. Но имеется сходство нимф Homoeoneuria с нимфами Oligoneuria (отличие в морфологии), хотя Эмундс, Бернер и Тревер не предполагали, что схожесть может быть результатом эволюции. Даже жилкование крыльев имаго схоже между родами, но вены R3 и перекрёстная вена у R3 у Homoeoneuria отсутствуют. Эмундс в 1979 году связал рода как сестринские группы.